# مهرجان كان السينمائي 1977
مهرجان كان السينمائي لعام 1977 هو الدورة الـ30 للمهرجان عُقد في 13 إلى 27 مايو من عام 1977، حصل فيلم «الأب والسيد» للمخرجين الإيطاليين باولو وفيتوريو تافياني على السعفة الذهبية للمهرجان.